# Campeonato Africano de Futebol Feminino de 2010
O Campeonato Africano de Futebol Feminino de 2010 foi realizado na África do Sul entre 31 de outubro e 14 de novembro. Sete selecções nacionais juntaram-se à nação anfitriã após as fases de qualificação disputadas em jogos eliminatórias em ida e volta.
Serviu de qualificação para a Copa do Mundo de Futebol Feminino de 2011, onde as duas seleções finalistas, Nigéria e Guiné Equatorial, conquistaram esse direito. Na partida final as nigerianas venceram por 4 a 2, conquistando pela oitava vez essa competição.

## Qualificação
Um total de 23 selecções entraram no sorteio para a fase de qualificação. Na ronda preliminar jogaram as 18 selecções menos cotadas, que se juntaram às cinco restantes na primeira ronda de qualificação. Daqui apuraram-se as sete vencedores que disputaram a fase final na África do Sul. Em Setembro de 2009 foram sorteadas os jogos das duas fases de qualificação.

### Ronda preliminar
Os jogos da fase preliminar realizaram-se a 5 e 7 de Março (primeira mão) e 10 e 21 de Março de 2010 (segunda mão).
| Equipe 1 | Total | Equipe 2        | 1.º jogo | 2.º jogo |
| -------- | ----- | --------------- | -------- | -------- |
| Egito    | –a    | Argélia         | –        | –        |
| Namíbia  | 3–2   | Angola          | 2–1      | 1–1      |
| Botswana | 2–7   | RD Congo        | 0–2      | 2–5      |
| Senegal  | 1–0   | Marrocos        | 0–0      | 1–0      |
| Gabão    | 2–5   | Costa do Marfim | 1–2      | 1–3      |
| Guiné    | 4–3   | Serra Leoa      | 3–2      | 1–1      |
| Togo     | –a    | Mali            | –        | –        |
| Etiópia  | 2–4   | Tanzânia        | 1–3      | 1–1      |
| Quênia   | –a    | Eritreia        | –        | –        |

[a]A selecção egípcia desistiu de participar na qualificação do torneio, ficando assim a selecção argelina apurada para a fase seguinte. O Togo e o Quênia também desistiram.

### Primeira ronda
Os jogos da primeira ronda realizaram-se entre 21 e 23 de Maio (primeira mão) e 5 e 6 de Junho de 2010 (segunda mão).
| Equipe 1        | Total | Equipe 2         | 1.º jogo | 2.º jogo |
| --------------- | ----- | ---------------- | -------- | -------- |
| Argélia         | 2–1   | Tunísia          | 1–1      | 1–0      |
| Namíbia         | –b    | Guiné Equatorial | 1–5      | –        |
| RD Congo        | 0–5   | Camarões         | 0–2      | 0–3      |
| Senegal         | 0–4   | Gana             | 0–1      | 0–3      |
| Costa do Marfim | 2–5   | Nigéria          | 1–2      | 1–3      |
| Guiné           | 2–3   | Mali             | 0–2      | 2–1      |
| Tanzânia        | 11–4  | Eritreia         | 8–1      | 3–3      |

[b]A Namíbia desistiu antes da disputa da partida de volta, apurando a Guiné Equatorial para a fase seguinte.

## Fase final
A fase final do torneio foi realizada na província de Gauteng, na África do Sul, com partidas realizados no Estádio Sinaba, em Daveyton, e no Estádio Makhulong, em Tembisa. O sorteio foi realizado em 21 de setembro.
Todas as partidas seguem o fuso horário local (UTC+2).

### Grupo A
| Seleção       | P | J | V | E | D | GP | GC | SG |
| ------------- | - | - | - | - | - | -- | -- | -- |
| Nigéria       | 9 | 3 | 3 | 0 | 0 | 10 | 1  | +9 |
| África do Sul | 6 | 3 | 2 | 0 | 1 | 7  | 3  | +4 |
| Mali          | 3 | 3 | 1 | 0 | 2 | 3  | 11 | -8 |
| Tanzânia      | 0 | 3 | 0 | 0 | 3 | 3  | 8  | -5 |

| 31 de outubro | África do Sul                    | 2 – 1     | Tanzânia     | Estádio Sinaba, Daveyton    |
| 13:00         | Popela 35' · Makhabane 87' (pen) | Relatório | Chabruma 43' | Árbitro: CMR Therese Neguel |

| 1 de novembro | Nigéria                                         | 5 – 0     | Mali | Estádio Sinaba, Daveyton   |
| 15:30         | Nkwocha 15', 16', 42' · Mbachu 70' · Ordega 84' | Relatório |      | Árbitro: GUI Therese Sagno |

| 4 de novembro | África do Sul | 1 – 2     | Nigéria          | Estádio Sinaba, Daveyton |
| 11:00         | van Wyk 44'   | Relatório | Nkwocha 33', 39' | Árbitro: SEN Fadouma Dia |

| 4 de novembro | Mali                                  | 3 – 2     | Tanzânia                    | Estádio Sinaba, Daveyton           |
| 15:30         | Konate 25' · Diarra 31' · N'Diaye 67' | Relatório | Mwasikili 30' · Swalehe 32' | Árbitro: GAB Patricia Obone Obiang |

| 7 de novembro | Mali | 0 – 4     | África do Sul                          | Estádio Sinaba, Daveyton |
| 15:30         |      | Relatório | Dlamini 32', 76', 90' · Seoposenwe 84' | Árbitro: SEN Fadouma Dia |

| 7 de novembro | Tanzânia | 0 – 3     | Nigéria                           | Estádio Makhulong, Tembisa         |
| 15:30         |          | Relatório | Nkwocha 12', 32' · Oparanozie 82' | Árbitro: TOG Aissatta Ameyo Amegee |

### Grupo B
| Seleção          | P | J | V | E | D | GP | GC | SG |
| ---------------- | - | - | - | - | - | -- | -- | -- |
| Guiné Equatorial | 7 | 3 | 2 | 1 | 0 | 6  | 3  | +3 |
| Camarões         | 7 | 3 | 2 | 1 | 0 | 6  | 4  | +2 |
| Gana             | 3 | 3 | 1 | 0 | 2 | 4  | 6  | -2 |
| Argélia          | 0 | 3 | 0 | 0 | 3 | 2  | 5  | -3 |

| 2 de novembro | Guiné Equatorial      | 2 – 2     | Camarões                | Estádio Sinaba, Daveyton          |
| 11:00         | Jade 2' · Jumária 30' | Relatório | Manie 45+1' · Ngono 57' | Árbitro: TOG Aissata Ameyo Amegee |

| 2 de novembro | Argélia   | 1 – 2     | Gana            | Estádio Sinaba, Daveyton |
| 15:30         | Ouadah 4' | Relatório | Aduaku 62', 73' | Árbitro: SEN Fadouma Dia |

| 5 de novembro | Guiné Equatorial | 1 – 0     | Argélia | Estádio Sinaba, Daveyton      |
| 11:00         | Chinasa 31'      | Relatório |         | Árbitro: MLI Kankou Coulibaly |

| 5 de novembro | Gana       | 1 – 2     | Camarões                      | Estádio Sinaba, Daveyton    |
| 15:30         | Aduaku 31' | Relatório | Manie 24' · Ngo-Ndoumbouk 37' | Árbitro: ZIM Pamela Chiwaya |

| 8 de novembro | Gana             | 1 – 3     | Guiné Equatorial                                | Estádio Sinaba, Daveyton    |
| 15:30         | Aduaku 40' (pen) | Relatório | Añonma 12' (pen) · S. Simporé 58' · Chinasa 68' | Árbitro: ZIM Pamela Chiwaya |

| 8 de novembro | Camarões                 | 2 – 1     | Argélia      | Estádio Makhulong, Tembisa |
| 15:30         | Onguene 50' · Siliki 65' | Relatório | Bouhenni 55' | Árbitro: GUI Therese Sagno |

### Semifinais
|  | Semifinais                | Semifinais                |   |                           | Final                     | Final |  |
|  |                           |                           |   |                           |                           |       |  |
|  | 11 de novembro – Daveyton |                           |   |                           |                           |       |  |
|  | Nigéria                   | 5                         |   |                           |                           |       |  |
|  | Camarões                  | 1                         |   |                           |                           |       |  |
|  |                           |                           |   |                           |                           |       |  |
|  |                           |                           |   |                           | 14 de novembro – Daveyton |       |  |
|  |                           |                           |   |                           | Nigéria                   | 4     |  |
|  |                           | Guiné Equatorial          | 2 |                           |                           |       |  |
|  |                           |                           |   |                           |                           |       |  |
|  |                           |                           |   |                           |                           |       |  |
|  |                           |                           |   |                           | Terceiro lugar            |       |  |
|  | 11 de novembro – Daveyton | 11 de novembro – Daveyton |   | 14 de novembro – Daveyton | 14 de novembro – Daveyton |       |  |
|  | Guiné Equatorial (pro)    | 3                         |   | Camarões                  | 0                         |       |  |
|  | África do Sul             | 1                         |   |                           | África do Sul             | 2     |  |

| 11 de novembro | Nigéria                                                     | 5 – 1     | Camarões  | Estádio Sinaba, Daveyton   |
| 10:30          | Ukaonu 33' · Oparanozie 45+1' · Nkwocha 58', 74', 81' (pen) | Relatório | Ngock 47' | Árbitro: GUI Therese Sagno |

| 11 de novembro | Guiné Equatorial                  | 3 – 1 (pro) | África do Sul | Estádio Sinaba, Daveyton    |
| 15:30          | S. Simporé 103', 125' · Jade 109' | Relatório   | Dlamini 128'  | Árbitro: ZIM Pamela Chiwaya |

### Terceiro lugar
| 14 de novembro | Camarões | 0 – 2     | África do Sul          | Estádio Sinaba, Daveyton    |
| 10:00          |          | Relatório | Skiti 8' · Dlamini 38' | Árbitro: ZIM Pamela Chiwaya |

### Final
| 14 de novembro | Nigéria                                                         | 4 – 2     | Guiné Equatorial     | Estádio Sinaba, Daveyton |
| 14:00          | Nkwocha 8' · Oparanozie 76' · Nke 77' (g.c.) · Carol 84' (g.c.) | Relatório | Carol 62' · Jade 81' | Árbitro: SEN Fadouma Dia |